# Lepanthes odontocera
Lepanthes odontocera är en orkidéart som beskrevs av Carlyle August Luer och Alexander Charles Hirtz. Lepanthes odontocera ingår i släktet Lepanthes och familjen orkidéer. Inga underarter finns listade i Catalogue of Life.